# D'Un Autre Sang
D'Un Autre Sang è il secondo album in studio del gruppo musicale power metal francese Manigance.

## Tracce
1. Mirage (Strumentale) - 1:01
2. Empire Virtuel - 5:14
3. Mourir en Héro - 6:03
4. Héritier - 4:39
5. Hors La Loi - 4:51
6. Maudit - 6:37
7. Mémoire - 4:22
8. Damocles - 5:24
9. La Mort dans l'Âme - 6:25
10. D'Un Autre Sang - 5:03
11. Enfin Délivré - 5:28

## Formazione
- Didier Delsaux - voce
- François Merle - chitarra
- Bruno Ramos - chitarra
- Marc Duffau - basso
- Florent Taillandier - tastiere
- Daniel Pouylau - batteria